# Eugenia macrocarpa
Eugenia macrocarpa är en myrtenväxtart som beskrevs av Diederich Franz Leonhard von Schlechtendal och Adelbert von Chamisso. Eugenia macrocarpa ingår i släktet Eugenia och familjen myrtenväxter. IUCN kategoriserar arten globalt som sårbar. Inga underarter finns listade i Catalogue of Life.